# Intel Q33
| Intel Q33        | Intel Q33                                        |
| ---------------- | ------------------------------------------------ |
|                  |                                                  |
| Поддержка ЦП     | Core 2 Duo Core 2 Quad Pentium Dual-Core Celeron |
| Поддержка сокета | LGA775                                           |
| Предшественник   | Q31                                              |
| Преемник         | Q35                                              |

Intel Q33 — чипсет Intel, выпущенный в осенью 2007 года. Кодовое имя Bearlake.

## Краткие характеристики
- поддержка процессоров семейства процессоров Core 2 Duo с частотой системной шины 800/1066 и 1333 МГц;
- двухканальный контроллер памяти DDR2-533/667/800 или DDR3 SDRAM-800/1067 с поддержкой до 4 модулей DIMM суммарным объёмом до 8 ГБ (без ECC) с поддержкой технологии Flex Memory (но в отличие от G33 без поддержки технологии Fast Memory Access);
- графический интерфейс PCI Express x16;
- интегрированное графическое ядро GMA X3100 с поддержкой Microsoft DirectX* 9, Shader Model 2.0 и OpenGL* 1.4; (но в отличие от G35 без поддержки технологии Clear Video Technology)
- Шина DMI (с пропускной способностью ~2 ГБ/с) до нового южного моста ICH9/R/DH.
- Поддержка Intel Matrix Storage Technology - RAID 0/5/10.
- Поддержка External Sata (eSATA).
- Поддержка Serial ATA (SATA)  на скорости 3 Гб/с.
- В отличие от G35 Intel Fast Memory Access не поддерживается.

## Внешние ссылки
- Intel® Q33 Express Chipset (англ.)